# روبرت تي جونسون
روبرت تي جونسون (بالإنجليزية: Robert T. Johnson)‏ هو قاضي ومحامي أمريكي، ولد في 18 فبراير 1948 في ذا برونكس في الولايات المتحدة.